# Dorstenia tuberosa
Dorstenia tuberosa är en mullbärsväxtart som beskrevs av John Wright och August Heinrich Rudolf Grisebach. Dorstenia tuberosa ingår i släktet Dorstenia och familjen mullbärsväxter. Inga underarter finns listade i Catalogue of Life.